# HALCA
De HALCA (Highly Advanced Laboratory for Communications and Astronomy), voor lancering ook bekend als MUSES-B en  sinds lancering als Haruka, was een Japanse radiotelescoop-satelliet met een diameter van 8 meter. De HALCA zweeft rond de aarde in een baan met een apogeum van 21.400 kilometer en een perigeum van 566 kilometer. 
De satelliet werd gelanceerd in februari 1997 vanaf het Kagoshima Space Center, en werd tot 2005 gebruikt voor Very Long Baseline Interferometry bij 1.60 - 1.73GHz en 4.7 - 5.0GHz. In 2003 ontstonden problemen met de controle over de baan van de HALCA, waardoor twee jaar later het project moest worden gestaakt. 
In 2012 zou HALCA worden opgevolgd door ASTRO-G (VSOP-2), maar dit project werd in 2011 wegens de hoge kosten en technische problemen gestopt.